# مارلین یوخمس
مارلین یوخمس (انگلیسی: Marleen Jochems؛ زادهٔ ۲۴ ژانویهٔ ۲۰۰۰) بازیکن هاکی روی چمن اهل هلند است.